# Rossopsyllus kerguelensis
Rossopsyllus kerguelensis är en kräftdjursart som beskrevs av Soyer 1975. Rossopsyllus kerguelensis ingår i släktet Rossopsyllus och familjen Paramesochridae. Inga underarter finns listade i Catalogue of Life.